# 10431 Pottasch
10431 Pottasch eller 4042 P-L är en asteroid i huvudbältet som upptäcktes den 24 september 1960 av den nederländsk-amerikanske astronomen Tom Gehrels och det nederländska astronomparet Ingrid van Houten-Groeneveld och Cornelis Johannes van Houten vid Palomarobservatoriet. Den är uppkallad efter den amerikanske astrofysikern Stuart R. Pottasch.
Asteroiden har en diameter på ungefär 3 kilometer.